# RICAちゃん
RICAちゃん（りかちゃん、1979年1月18日）は、日本のピン芸人。男性。本名、 齋藤 直哉（さいとうなおや）。
静岡県浜松市出身。松竹芸能所属。身長178cm・体重63kg。

## 略歴・人物
- 松竹芸能タレントスクール東京校10期生出身で、当時はコンビなどを組むが「着せ替え人形のようにキャラを自在に操りたい」という思いから、ピン芸人として「RICAちゃん」と自ら命名。

- 特技はサーフィン。アメリカやカナダなどに留学経験もあることから英語のリスニングだけは出来る。

## 出演

### テレビ
- 世界の果てまでイッテQ!（日本テレビ） - 珍獣ハンターのイモトアヤコが選ばれるオーディションに出演
- お笑い図鑑 ハマヌキ（tvk）

### ライブ
- 松竹芸能3days LIVE「サンパチ魂」
- 松竹若手ライブ 関東ゲラゲラジム
- 松竹若手下克上ライブ！関東ゲラゲラBIG
- 第1回松竹ピンキャラカタログ
- トークライブ 松竹Boys＆Girls
- 王立RICAちゃん学園 - 初の単独ライブ

### 賞歴
- M-1グランプリ 2006・初戦敗退 - 養成所の同期生で、現マッスルパーク勤務、『SASUKE』にも出場した大屋元秀と「サクマドロップ」として出場
- M-1グランプリ 2007・初戦敗退 - 養成所の同期生で、同事務所の中島保 と「アゴなし運送」として出場
- R-1ぐらんぷり 2008・初戦敗退
- R-1ぐらんぷり 2009・初戦敗退
- 第一回長江もみ杯 2009・優勝